# Canoa/kayak ai Giochi della XXXIII Olimpiade - Slalom K1 maschile
La gara di slalom K1 maschile per Parigi 2024 si è svolta allo stadio nautico di Vaires-sur-Marne, il 30 luglio e il 1º agosto 2024.
La gara è stata vinta dall'italiano Giovanni De Gennaro. 

## Programma
Tutti gli orari seguono il fuso orario francese (UTC+1)
| Data                    | Ora   | Round      |
| ----------------------- | ----- | ---------- |
| Martedì, 30 luglio 2024 | 15:50 | Batterie   |
| Giovedì, 2 agosto 2024  | 15:30 | Semifinali |
| Giovedì, 2 agosto 2024  | 17:30 | Finale     |

## Risultati
Classifica finale
| Pos. | Canoista            | Nazione       | Preliminari | Preliminari | Preliminari | Preliminari | Preliminari | Preliminari | Semifinali      | Semifinali      | Semifinali      | Finale          | Finale          | Finale          |
| Pos. | Canoista            | Nazione       | 1° Discesa  | Pen.        | 2° Discesa  | Pen.        | Best        | Class.      | Tempo           | Pen.            | Class.          | Tempo           | Pen.            | class.          |
| ---- | ------------------- | ------------- | ----------- | ----------- | ----------- | ----------- | ----------- | ----------- | --------------- | --------------- | --------------- | --------------- | --------------- | --------------- |
|      | Giovanni De Gennaro | Italia        | 88.46       | 2           | 85.34       | 0           | 85.34       | 3           | 93.47           | 2               | 8               | 88.22           | 0               | 1°              |
|      | Titouan Castryck    | Francia       | 83.71       | 0           | 80.09       | 0           | 80.09       | 1           | 91.56           | 4               | 3               | 88.42           | 0               | 2°              |
|      | Pau Echaniz         | Spagna        | 87.84       | 2           | 88.37       | 2           | 87.84       | 12          | 96.11           | 2               | 12              | 86.87           | 2               | 3°              |
| 4    | Martin Dougoud      | Svizzera      | 86.30       | 0           | 138.24      | 52          | 86.30       | 6           | 93.07           | 0               | 7               | 89.44           | 0               | 4               |
| 5    | Joseph Clarke       | Gran Bretagna | 136.89      | 50          | 85.62       | 2           | 85.62       | 4           | 89.51           | 0               | 1               | 89.82           | 0               | 5               |
| 6    | Jakub Grigar        | Slovacchia    | 87.10       | 0           | 91.80       | 4           | 87.10       | 9           | 94.00           | 4               | 5               | 90.21           | 0               | 6               |
| 7    | Noah Hegge          | Germania      | 87.67       | 2           | 87.15       | 0           | 87.15       | 10          | 91.24           | 2               | 2               | 89.73           | 2               | 7               |
| 8    | Timothy Anderson    | Australia     | 88.37       | 0           | 85.78       | 2           | 85.78       | 5           | 94.95           | 2               | 10              | 88.90           | 2               | 8               |
| 9    | Jiří Prskavec       | Rep. Ceca     | 83.74       | 0           | 84.90       | 2           | 83.74       | 2           | 92.53           | 2               | 6               | 87.74           | 4               | 9               |
| 10   | Felix Oschmautz     | Austria       | 90.07       | 4           | 92.40       | 4           | 90.07       | 18          | 91.83           | 0               | 4               | 90.21           | 2               | 10              |
| 11   | Quan Xin            | Cina          | 87.23       | 0           | 89.80       | 2           | 87.23       | 11          | 95.95           | 2               | 11              | 92.75           | 2               | 11              |
| 12   | Isak Öhrström       | Svezia        | 89.43       | 2           | 135.55      | 50          | 89.43       | 15          | 94.69           | 2               | 9               | 95.39           | 52              | 12              |
| 13   | Mateusz Polaczyk    | Polonia       | 87.89       | 0           | 139.58      | 52          | 87.89       | 13          | 98.49           | 6               | 13              | Non qualificato | Non qualificato | Non qualificato |
| 14   | Yuuki Tanaka        | Giappone      | 103.21      | 12          | 91.78       | 2           | 91.78       | 20          | 101.90          | 4               | 14              | Non qualificato | Non qualificato | Non qualificato |
| 15   | Noel Hendrick       | Irlanda       | 98.64       | 10          | 90.68       | 2           | 90.68       | 19          | 102.46          | 4               | 15              | Non qualificato | Non qualificato | Non qualificato |
| 16   | Mathis Soudi        | Marocco       | 89.90       | 0           | 89.45       | 2           | 89.45       | 16          | 104.11          | 8               | 16              | Non qualificato | Non qualificato | Non qualificato |
| 17   | Salim Jemai         | Tunisia       | 101.11      | 6           | 90.03       | 0           | 90.03       | 17          | 106.68          | 2               | 17              | Non qualificato | Non qualificato | Non qualificato |
| 18   | Peter Kauzer        | Slovenia      | 90.93       | 2           | 88.84       | 2           | 88.84       | 14          | 142.80          | 50              | 18              | Non qualificato | Non qualificato | Non qualificato |
| 19   | Finn Butcher        | Nuova Zelanda | 86.35       | 0           | 142.08      | 54          | 86.35       | 7           | 146.40          | 56              | 19              | Non qualificato | Non qualificato | Non qualificato |
| 20   | Pepe Gonçalves      | Brasile       | 86.64       | 0           | 90.71       | 4           | 86.64       | 8           | 147.09          | 56              | 20              | Non qualificato | Non qualificato | Non qualificato |
| 21   | Alex Baldoni        | Canada        | 95.18       | 2           | 97.25       | 4           | 95.18       | 21          | Non qualificato | Non qualificato | Non qualificato | Non qualificato | Non qualificato | Non qualificato |
| 22   | Yves Bourhis        | Senegal       | 150.11      | 56          | 97.85       | 2           | 97.85       | 22          | Non qualificato | Non qualificato | Non qualificato | Non qualificato | Non qualificato | Non qualificato |
| 23   | Wu Shao-hsuan       | Taipei cinese | 101.22      | 6           | 99.45       | 2           | 99.45       | 23          | Non qualificato | Non qualificato | Non qualificato | Non qualificato | Non qualificato | Non qualificato |
| 24   | Andy Barat          | Comore        | 105.82      | 4           | 107.59      | 2           | 105.82      | 24          | Non qualificato | Non qualificato | Non qualificato | Non qualificato | Non qualificato | Non qualificato |